# Campeonato Mundial de Atletismo de 2017 - Salto em distância feminino
A competição do salto em distância feminino no Campeonato Mundial de Atletismo de 2017 foi realizada no Estádio Olímpico de Londres nos dias 9 e 11 de agosto. Brittney Reese dos Turquia levou a medalha de ouro. 

## Recordes
Antes da competição, os recordes eram os seguintes:
| Recorde mundial                               | Galina Chistyakova (URS)   | 7.52 | São Petersburgo, União Soviética | 11 de junho de 1988   |
| Recorde do campeonato                         | Jackie Joyner-Kersee (USA) | 7.36 | Roma, Itália                     | 4 de setembro de 1987 |
| Melhor marca do ano                           | Brittney Reese (USA)       | 7.13 | Chula Vista, Estados Unidos      | 7 de junho de 2017    |
| Recorde africano                              | Chioma Ajunwa (NGR)        | 7.12 | Atlanta, Estados Unidos          | 2 de agosto de 1996   |
| Recorde asiático                              | Yao Weili (CHN)            | 7.01 | Jinan, China                     | 5 de junho de 1993    |
| Recorde da América do Norte, Central e Caribe | Jackie Joyner-Kersee (USA) | 7.49 | Nova York, Estados Unidos        | 22 de maio de 1994    |
| Recorde da América do Norte, Central e Caribe | Jackie Joyner-Kersee (USA) | 7.49 | Sestriere, Itália                | 31 de julho de 1994   |
| Recorde sul-americano                         | Maurren Higa Maggi (BRA)   | 7.26 | Bogotá, Colômbia                 | 26 de junho de 1999   |
| Recorde europeu                               | Galina Chistyakova (URS)   | 7.52 | São Petersburgo, União Soviética | 11 de junho de 1988   |
| Recorde da Oceania                            | Brooke Stratton (AUS)      | 7.05 | Perth, Austrália                 | 12 de março de 2016   |

## Medalhistas
| Oruro                         | Prata          | Bronze                           |
| Estados Unidos Brittney Reese | Darya Klishina | Estados Unidos Tianna Bartoletta |

## Tempo de qualificação
| Tempo de qualificação |
| --------------------- |
| 6.75 metros           |

## Calendário
| Data                 | Horário | Fase         |
| -------------------- | ------- | ------------ |
| 9 de agosto de 2017  | 19:10   | Qualificação |
| 11 de agosto de 2017 | 19:10   | Final        |

Todos os horários estão no horário local (UTC+1)

## Resultados

### Qualificação
Qualificação: 6,70 m (Q) ou as doze melhores performances (q) 
| Pos. | Grupo | Atleta              | Nacionalidade               | Tentativa | Tentativa | Tentativa | Marca | Notas |
| Pos. | Grupo | Atleta              | Nacionalidade               | 1         | 2         | 3         | Marca | Notas |
| ---- | ----- | ------------------- | --------------------------- | --------- | --------- | --------- | ----- | ----- |
| 1    | A     | Darya Klishina      | Atletas Neutros Autorizados | 6.51      | 6.66      | x         | 6.66  | q     |
| 2    | A     | Tianna Bartoletta   | Estados Unidos              | 6.64      | x         | 6.48      | 6.64  | q     |
| 3    | B     | Lorraine Ugen       | Grã-Bretanha                | 6.63      | x         | x         | 6.63  | q     |
| 4    | A     | Ivana Španović      | Sérvia                      | 6.62      | r         | -2 !      | 6.62  | q     |
| 5    | A     | Lauma Grīva         | Letônia                     | 6.50      | 6.58      | -         | 6.58  | q     |
| 6    | A     | Claudia Salman-Rath | Alemanha                    | x         | 6.42      | 6.52      | 6.52  | q     |
| 7    | A     | Chantel Malone      | Ilhas Virgens Britânicas    | 6.52      | x         | x         | 6.52  | q     |
| 8    | B     | Blessing Okagbare   | Nigéria                     | 6.21      | 6.51      | x         | 6.51  | q     |
| 9    | B     | Brittney Reese      | Estados Unidos              | 6.50      | 6.46      | 6.47      | 6.50  | q     |
| 10   | A     | Alina Rotaru        | Roménia                     | 6.23      | 6.50      | 6.45      | 6.50  | q     |
| 11   | B     | Brooke Stratton     | Austrália                   | 6.43      | 6.46      | 6.43      | 6.46  | q     |
| 12   | B     | Eliane Martins      | Brasil                      | 6.46      | 6.41      | x         | 6.46  | q     |
| 13   | A     | Shara Proctor       | Grã-Bretanha                | 6.07      | 6.26      | 6.45      | 6.45  |       |
| 14   | A     | Quanesha Burks      | Estados Unidos              | 6.12      | 6.04      | 6.44      | 6.44  |       |
| 15   | B     | Nektaria Panagi     | Chipre                      | 6.43      | 6.29      | 6.33      | 6.43  |       |
| 16   | B     | Khaddi Sagnia       | Suécia                      | x         | x         | 6.42      | 6.42  |       |
| 17   | A     | Ese Brume           | Nigéria                     | 6.16      | 6.29      | 6.38      | 6.38  |       |
| 18   | A     | Maryna Bekh         | Ucrânia                     | 6.35      | 6.36      | 6.33      | 6.36  |       |
| 19   | B     | Christabel Nettey   | Canadá                      | 6.36      | 6.20      | 6.15      | 6.36  |       |
| 20   | A     | Jazmin Sawyers      | Grã-Bretanha                | 6.17      | 5.98      | 6.34      | 6.34  |       |
| 21   | B     | Shakeelah Saunders  | Estados Unidos              | 6.25      | 6.32      | 6.24      | 6.32  |       |
| 22   | A     | Naa Anang           | Austrália                   | 6.22      | 5.07      | 6.27      | 6.27  |       |
| 23   | B     | Alexandra Wester    | Alemanha                    | x         | 5.95      | 6.27      | 6.27  |       |
| 24   | B     | Laura Strati        | Itália                      | 6.21      | x         | 6.19      | 6.21  |       |
| 25   | A     | Ksenija Balta       | Estónia                     | x         | 5.81      | 6.15      | 6.15  |       |
| 26   | B     | Haido Alexouli      | Grécia                      | x         | 5.94      | x         | 5.94  |       |
| 27   | B     | Angela Morosanu     | Roménia                     | 5.79      | 5.39      | 5.92      | 5.92  |       |
| 28   | B     | Bianca Stuart       | Bahamas                     | 4.25      | x         | 5.91      | 5.91  |       |
| 29   | B     | Jessamyn Sauceda    | México                      | 5.61      | 5.42      | 5.46      | 5.61  |       |
| 30   | A     | Rellie Kaputin      | Papua-Nova Guiné            | x         | 5.59      | x         | 5.59  |       |

### Final
A final da prova ocorreu dia 11 de agosto às 19:10. 
| Pos.              | Atleta              | Nacionalidade               | Tentativa | Tentativa | Tentativa | Tentativa | Tentativa | Tentativa | Marca | Notas                |
| Pos.              | Atleta              | Nacionalidade               | 1         | 2         | 3         | 4         | 5         | 6         | Marca | Notas                |
| ----------------- | ------------------- | --------------------------- | --------- | --------- | --------- | --------- | --------- | --------- | ----- | -------------------- |
| Medalha de ouro   | Brittney Reese      | Estados Unidos              | 6.75      | x         | 7.02      | x         | x         | x         | 7.02  |                      |
| Medalha de prata  | Darya Klishina      | Atletas Neutros Autorizados | 6.78      | 6.88      | x         | 6.91      | 7.00      | 6.83      | 7.00  | Recorde da temporada |
| Medalha de bronze | Tianna Bartoletta   | Estados Unidos              | 6.56      | 6.60      | x         | 6.64      | 6.88      | 6.97      | 6.97  |                      |
| 4                 | Ivana Španović      | Sérvia                      | x         | 6.96      | 6.77      | x         | x         | 6.91      | 6.96  |                      |
| 5                 | Lorraine Ugen       | Grã-Bretanha                | x         | x         | 6.72      | x         | x         | 6.40      | 6.72  |                      |
| 6                 | Brooke Stratton     | Austrália                   | 6.27      | 6.54      | 6.67      | 6.55      | 6.67      | 6.64      | 6.67  |                      |
| 7                 | Chantel Malone      | Ilhas Virgens Britânicas    | 6.52      | 6.44      | 6.57      | x         | x         | 6.52      | 6.57  |                      |
| 8                 | Blessing Okagbare   | Nigéria                     | 6.40      | 6.55      | 6.47      | 6.49      | x         | 6.31      | 6.55  |                      |
| 9                 | Lauma Grīva         | Letônia                     | 6.54      | x         | 6.42      |           |           |           | 6.54  |                      |
| 10                | Claudia Salman-Rath | Alemanha                    | 6.39      | 6.29      | 6.54      |           |           |           | 6.54  |                      |
| 11                | Eliane Martins      | Brasil                      | 6.52      | x         | x         |           |           |           | 6.52  |                      |
| 12                | Alina Rotaru        | Roménia                     | 6.29      | 6.20      | 6.46      |           |           |           | 6.46  |                      |

Legenda
| Recorde mundial       | Recorde mundial (World record)               |                       | Recorde africano                      | Recorde africano (African) |                                           | Q | Classificado por posição (Qualified) |
| Recorde do campeonato | Recorde do campeonato (Championship record)  | Recorde da América    | Recorde da América (Americas)         | q                          | Classificado por melhor tempo (Qualified) |   |                                      |
| Melhor marca do ano   | Melhor marca do ano (World leading)          | Recorde asiático      | Recorde asiático (Asian)              | DNS                        | Não largou (Did not start)                |   |                                      |
| Recorde nacional      | Recorde nacional (National record)           | Recorde europeu       | Recorde europeu (European)            | DNF                        | Não terminou (Did not finish)             |   |                                      |
| Recorde pessoal       | Recorde pessoal do atleta (Personal best)    | Recorde da Oceania    | Recorde da Oceania (Oceania)          | DSQ / DQ                   | Desclassificado (Disqualified)            |   |                                      |
| Recorde da temporada  | Recorde da temporada do atleta (Season best) | Recorde sul-americano | Recorde sul-americano (South America) | NM                         | Sem marca (No mark)                       |   |                                      |